# Empis fimbria
Empis fimbria är en tvåvingeart som beskrevs av Walker 1852. Empis fimbria ingår i släktet Empis och familjen dansflugor. Inga underarter finns listade i Catalogue of Life.